# Casamento de Jorge VI e Isabel Bowes-Lyon
O casamento do Príncipe Alberto, Duque de Iorque e Lady Isabel Bowes-Lyon aconteceu em 26 de abril de 1923 na Abadia de Westminster em Londres. O noivo era o segundo filho homem do Rei Jorge V e da Rainha Maria, sendo o segundo na linha de sucessão ao trono britânico. A noiva era a filha mais nova de Claude Bowes-Lyon, 14.º Conde de Strathmore e Kinghorne e Cecília Bowes-Lyon. Após a abdicação do irmão mais velho de Alberto, Eduardo VIII, o casal assumiu os títulos de Rei Jorge VI e Rainha Isabel, mais tarde Rainha Mãe após a morte de seu marido em 1952.

## Noivado
O príncipe Alberto, Duque de Iorque, conhecido como Bertie por membros próximos de sua família, era o segundo filho homem de Jorge V e Maria do Reino Unido. Ele era o segundo na linha de sucessão do trono britânico, atrás de seu irmão mais velho, Eduardo, Príncipe de Gales.
Ele inicialmente propôs Lady Isabel Bowes-Lyon em casamento em 1921, mas ela o recusou, alegando “medo de nunca, nunca mais ser livre para pensar, falar e agir como eu sinto que realmente deveria” em uma referência aos estritos protocolos da monarquia. Quando Alberto declarou que não se casaria com mais ninguém, sua mãe, a rainha Maria, visitou o Castelo de Glamis, a residência oficial do Conde e Condessa de Strathmore and Kinghorne para conhecer pessoalmente a garota por quem seu filho estava apaixonado.
A rainha se convenceu de que Isabel era “a única garota que poderia fazer Bertie feliz”, mas recusou-se a interferir no relacionamento dos dois e na resistência da garota ao casamento com um membro da família real. Ao mesmo tempo, Isabel foi cortejada por James Stuart, escudeiro de Alberto, até que ele deixou o serviço do príncipe por um emprego que pagava melhor em uma empresa petroleira americana.
Em fevereiro de 1922, Isabel foi dama de honra no casamento da irmã mais velha de Alberto, Maria, Princesa Real, com o Henrique, Visconde Lascelles. No mês seguinte, o príncipe propôs novamente, mas ela o recusou mais uma vez. Eventualmente, em 13 de janeiro de 1923, Isabel concordou em se casar com Alberto, apesar de suas dúvidas sobre a vida na realeza.

## Casamento
O Duque de Iorque e Lady Isabel Bowes-Lyon se casaram em 26 de abril de 1923 na Abadia de Westminster em Londres. As alianças de casamento do casal foram feitas com ouro galês de 22 quilates da mina Clogau St. David’s em Bontddu. Nos anos seguintes, tornou-se uma tradição o uso dessa mesma pepita de ouro para as alianças da família real. Em um gesto inesperado e sem precedentes, Isabel depositou seu buquê no Túmulo do Guerreiro Desconhecido em seu caminho ao altar, em memória de seu irmão, Capitão Fergus Bowes-Lyon, que foi assassinado durante a Primeira Guerra Mundial. Desde então, os buquês das noivas da família real são colocados no túmulo, embora depois da cerimônia de casamento e não antes.
Lady Isabel foi acompanhada por oito damas de honra:
- Lady Maria Cambridge (26 anos), filha do Marquês e Marquesa de Cambridge, sobrinha da rainha Maria e, portanto, prima do noivo.
- Lady Katherine Hamilton (23 anos), filha do Duque e Duquesa de Abercorn.
- A Honorável Diamond Hardinge (22 anos), filha do Lorde e Lady Hardinge.
- Lady Maria Thynn (20 anos), filha do Marquês e Marquesa de Bath.
- Lady May Cambridge (17 anos), filha da Princesa Alice e do Conde de Athlone, sobrinha da rainha Maria e, portanto, prima do noivo.
- A Honorável Cecília Bowes-Lyon (11 anos), filha do Lorde e Lady Glamis, sobrinha da noiva.
- A Honorável Maria Isabel Elphinstone (11 anos), filha do Lorde e Lady Elphinstone, sobrinha da noiva.
- Miss Betty Cator, mais tarde cunhada da noiva, como Honorável Sra. Michael Bowes-Lyon.

A recém-criada British Broadcasting Company (BBC) queria gravar e transmitir o evento no rádio, como aconteceria com as cerimônias subsequentes a partir do casamento da filha mais nova do casal, a princesa Margarida com Antony Armstrong-Jones, mas o capítulo da Igreja da Inglaterra vetou a ideia, com o Arcebispo da Cantuária preocupado “de que os homens pudessem ouvi-lo em bares”, embora o Deão de Westminster, Herbert Edward Ryle, tenha sido a favor da transmissão pelo rádio.
A liberdade de Alberto em escolher Isabel, uma mulher de origem nobre, mas não real, foi considerada um passo em favor da modernização política, visto que, anteriormente, esperava-se que os príncipes de casassem com princesas.

## Trajes de casamento

### Vestido da noiva
O vestido de noiva de Lady Isabel foi feito de moiré de chiffon marfim profundo, bordado com pérolas e um fio de prata. A intenção era combinar com a renda tradicional de Flandres fornecida para a cauda pela rainha Maria. O vestido de Isabel, que estava na moda no início da década de 1920, foi desenhado pela Madame Handley-Seymour, costureira da rainha. O seu design foi supostamente baseado em um vestido criado por Jeanne Lanvin e era “sugestivo de um vestido medieval italiano”. Isabel optou por não usar uma tira e, em vez disso, um colar de folhas prendia o véu.
Uma tira de renda de Bruxelas, inserida no vestido, era uma herança da família Strathmore. Uma antepassada da noiva o usou em um grande baile para Charlos Eduardo Stuart.
O cinto de folha de prata tinha um rastro de tule verde primavera arrastando até o chão, prata e cardo rosa o prendiam. De acordo com um artigo da época: “na corte, a noiva desafiou todas as velhas superstições sobre o azar do verde”. Isabel usava “uma coroa de flores de laranjeira”, que apresentava “rosas brancas de Iorque”. O vestido tinha duas caudas: “uma presa nos quadris, a outra flutuando nos ombros”.
Ao contrário dos vestidos mais recentes, os detalhes deste foram revelados publicamente antes do dia do casamento. No entanto, o vestido foi trabalhado até a última oportunidade possível, e um dia antes do casamento, Isabel dividiu seu tempo entre o ensaio na Abadia de Westminster e suas costureiras.
Um protótipo do vestido de noiva foi vendido em um leilão em 2011 por £3.500. Foi um dos três projetos iniciais preparados para o casamento e o usado para o projeto final.

### Uniforme do noivo
O príncipe Alberto usava o traje completo da Força Aérea Real no posto de Capitão de Grupo, seu posto de serviço sênior na época do casamento.

## Lua de mel
Com o casamento, Isabel Bowes-Lyon recebeu o estilo e título de Sua Alteza Real, a Duquesa de Iorque. Eles mantiveram a mesma função em apoio ao monarca até 1936, quando tiveram seus estilos e títulos mudados para Vossas Majestades, o Rei Jorge VI e a Rainha Isabel.
Após uma recepção no Palácio de Buckingham, preparado pelo chef Gabriel Tschumi, eles viajaram para a lua de mel em Polesden Lacey, uma mansão em Surrey, e depois foram para a Escócia, onde a duquesa pegou uma tosse convulsa “nada romântica”.